# Língua soninquê
O soninquê (Soninkanxaane) é um idioma mandê falando pelos soninquês da África Ocidental. Estima-se que a língua tenha cerca de 1 100 000 falantes, localizados primordialmente no Mali, além de comunidades no Senegal, Costa do Marfim, Gâmbia, Mauritânia, Guiné-Bissau e Guiné (em ordem de importância numérica).

## Escrita
A língua Soninkê usa o alfabeto latino com as cinco vogais tradicionais, as consoantes tradicionais, porém, sem V, Z nem N "normal". Usa as formas Ñ/Ny e ɲ/ɲy

## Exemplos de palavras
| Palavra | Tradução  | Pronúncia      |
| ------- | --------- | -------------- |
| terra   | ñiiñe     | gniigné        |
| cel     | kan-xotte | kan-khotté     |
| água    | ji        | dji            |
| fogo    | yinbe     | yinbé          |
| homem   | yougo     | yougo          |
| mulher  | yaxare    | yakharé yaralé |
| comer   | yige      | yigué          |
| beber   | mini      | minni          |
| grande  | gille     | guillé         |
| pequeno | lémané    |                |
| noite   | wuro      | wourau         |
| bom dia | a ngu jom | a ngou jom     |
| dia     | koota     | koota          |
| manhã   | suxuba    | soukhouba      |